# Bayley
Pamela Rose Martínez (San José, California, 15 de junio de 1989), conocida como Bayley, es una luchadora profesional estadounidense. Actualmente trabaja para la empresa WWE, donde se presenta en la marca Raw. 
De 2008 a 2012, luchó en el circuito independiente con el nombre de Davina Rose. Martínez firmó con WWE en 2012 y fue asignada a la marca NXT, en donde adoptó el nombre de Bayley. En 2015, ganó el Campeonato Femenino de NXT, y posteriormente ganó dos premios NXT Year-End en 2015 a competidora femenina del año y a lucha del año por su combate contra Sasha Banks en NXT TakeOver: Brooklyn.
Bayley ostentó el Campeonato Femenino de Raw, el Campeonato Femenino de SmackDown, y el Campeonato Femenino en Parejas de WWE, convirtiéndose en la primera Campeona Triple Corona Femenina de WWE y la primera Grand Slam femenina en la historia de WWE. En adición, ganó el combate de escaleras Money in the Bank de 2019 y fue la primera mujer en defender un título de WWE en Arabia Saudita. En 2024, ganó el Royal Rumble femenino, y estableció un nuevo récord de duración en dicha contienda, con 1 hora y 3 minutos.

## Primeros años
Pamela Rose Martinez nació el 15 de junio de 1989 en San Jose, California, creciendo en el seno de una familia mexicanoestadounidense. Asistió a la escuela secundaria Independence en San Jose y una vez jugó como capitana del equipo de baloncesto de la escuela, además de participar en atletismo y artes marciales.

## Carrera

### Circuito independiente (2008–2012)
Martínez había estado asistiendo a shows hechos por Big Time Wrestling, una promoción de lucha libre profesional ubicada al Norte de California, desde que tenía 11 años. Comenzó su carrera como luchadora profesional cuando tenía 18 años en abril de 2008 asistiendo a clases de entrenamiento en Big Time Wrestling siendo entrenada por Jason Styles, la cual fue una de las razones por las que Martínez considera a Big Time Wrestling como su promoción en casa. Martínez tuvo su primer combate en septiembre de 2008. En su circuito independiente Americano, Martínez luchó bajo el nombre de Davina Rose. Rose luchó para Big Time Wrestling de 2008 a 2012. De 2011 a 2012, Rose se ramificó y comenzó a luchar para otras premociones tales como NWA Championship Wrestling from Hollywood y Shine Wrestling.
Rose se reunió por primera vez con su mentora Serena en octubre de 2010 cuando ambas hicieron equipo durante un combate por equipos. Rose hizo su debut para Shimmer Women Athletes en octubre de 2011 durante las grabaciones de Shimmer Volume 41–44; se vio envuelta en el feudo de Serena contra the Canadian Ninjas (Portia Pérez y Nicole Matthews). Durante las grabaciones, Rose perdió los cuatro combates luchados incluyendo su combate debut contra Mercedes Martinez. Rose continuo luchando para Shimmer en 2012 y recibió su primera victoria durante el Volumen 48 cuando hizo equipo con Mia Yim para derrotar a Melanie Cruise y Mena Libra; en los Volúmenes 51 y 52, Rose obtuvo sus dos primeras victorias individuales en Shimmer con victorias sobre Cherry Bomb y Rhia O'Reilly.

### WWE (2012–presente)

#### Apariciones iniciales en NXT (2012–2015)

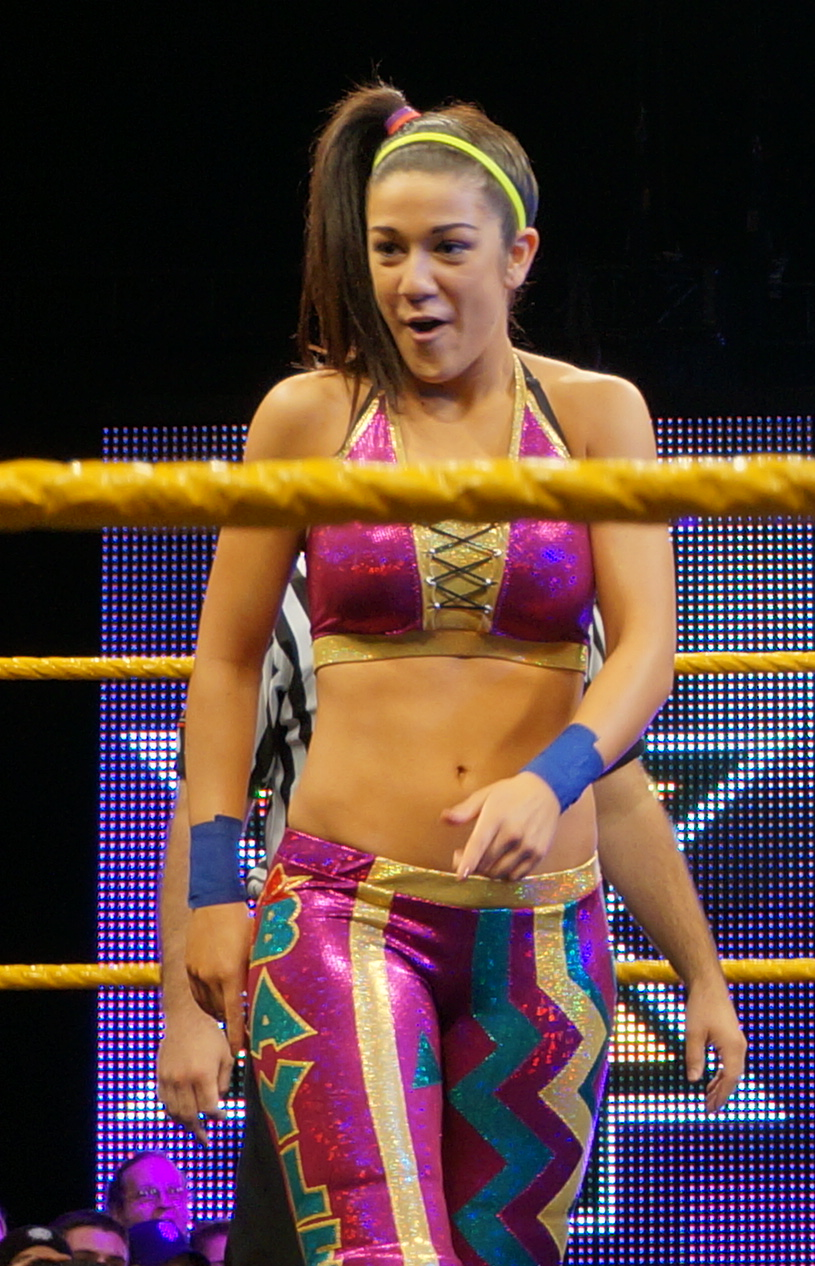
Bayley en abril de 2014.

A finales de enero en 2013, Martínez hizo su debut en el territorio de desarrollo, NXT, durante un live event luchando bajo una máscara. Más tarde adoptó el nombre de Bayley e hizo su debut televisado en NXT siendo derrotada por Paige el 20 de marzo en un episodio del mismo. El 12 de junio, Bayley adoptó un nuevo personaje de una chica-crédula fangirl, para entonces perder ante Alicia Fox en la primera ronda del torneo por el NXT Women's Championship para coronar a la campeona inaugural. El 21 de agosto, Bayley reto a la Campeona de Divas AJ Lee a un combate por el título el cual perdió.
El 4 de septiembre, Bayley disfruto de su primera victoria al hacer equipo con Charlotte para derrotar a Alicia Fox y Aksana. Para molestia de Charlotte, las BFFs (Beautiful Fierce Females, siendo Summer Rae y Sasha Banks) trataron de convencer a Bayley unirse a ellas. Sin embargo, el 13 de noviembre, Charlotte atacó a Bayley para costarles su combate contra las BFFs y prontamente unirse a las BFFs en su lugar. Bayley entonces formó una breve alianza con Natalya, derrotando a Sasha Banks en ambos combates por equipo y combates individuales. El 1 de mayo, del 2014, Bayley fallo tratando de avanzar en un torneo por el vacante NXT Women's Championship después de perder ante Banks en la primera ronda. El 12 de junio, Bayley obtuvo un pinfall sobre la nueva Campeona Femenina de NXT Charlotte en un six-Diva tag team match. El 14 de agosto, Bayley derrotó a Sasha Banks para convertirse en la contendiente número uno al NXT Women's Championship. Sin embargo, fracaso tratando de capturar el título de Charlotte en NXT TakeOver: Fatal 4-Way, y en una revancha que tuvo lugar el 2 de octubre. Después de perder ante Sasha Banks el 23 de octubre, Bayley fue atacada por su examiga Becky Lynch, quien entonces se alió con Banks. Más tarde, Bayley formó una alianza con su antigua rival Charlotte para comenzar un feudo con Banks y Lynch a lo largo de varias semanas. El 20 de noviembre, después de perder ante Becky Lynch, Banks y Lynch se burlaron de ella, y procedieron a atacarla, pero ambas fueron detenidas por Charlotte quien salió en su auxilio. El 27 de noviembre, Bayley nuevamente fue atacada por Banks y Lynch, lesionando la rodilla en la storyline.
Hizo su regreso el 21 de enero, del 2015, salvando a Charlotte de un ataque por parte de Banks y Lynch antes de atacar a Charlotte de mala gana por sí misma. En NXT TakeOver: Rival, Bayley compitió en un Fatal 4-Way match por el NXT Women's Championship, sin embargo fallo tratando de capturar el título.

#### Campeona Femenina de NXT (2015–2016)
En marzo de 2015, Bayley comenzó un ángulo con Emma, en el cual se tuvo a Emma criticando la amabilidad de Bayley y afirmando que le había impedido ganar el NXT Women's Championship. Bayley nuevamente fue confrontada por Emma el 25 de marzo en un episodio de NXT, donde Bayley argumento en contra de las declaraciones de Emma, provocando que Emma la abofeteara en respuesta. La semana siguiente en un episodio de NXT, Bayley derrotó a Emma. El 29 de abril en un episodio de NXT, Bayley fue derrotada por Dana Brooke después de una distracción por parte de Emma. Bayley obtuvo venganza sobre Emma la semana siguiente, cuando la atacó después de que Emma perdiera un combate frente a Charlotte. En NXT TakeOver: Unstoppable el 20 de mayo, Bayley hizo equipo con Charlotte para derrotar a Emma y Dana Brooke. El 27 de mayo en un episodio de NXT, Bayley fue derrotada por Emma vía sumisión, y después del combate, ella y Charlotte fueron atacadas por Emma y Dana Brooke.

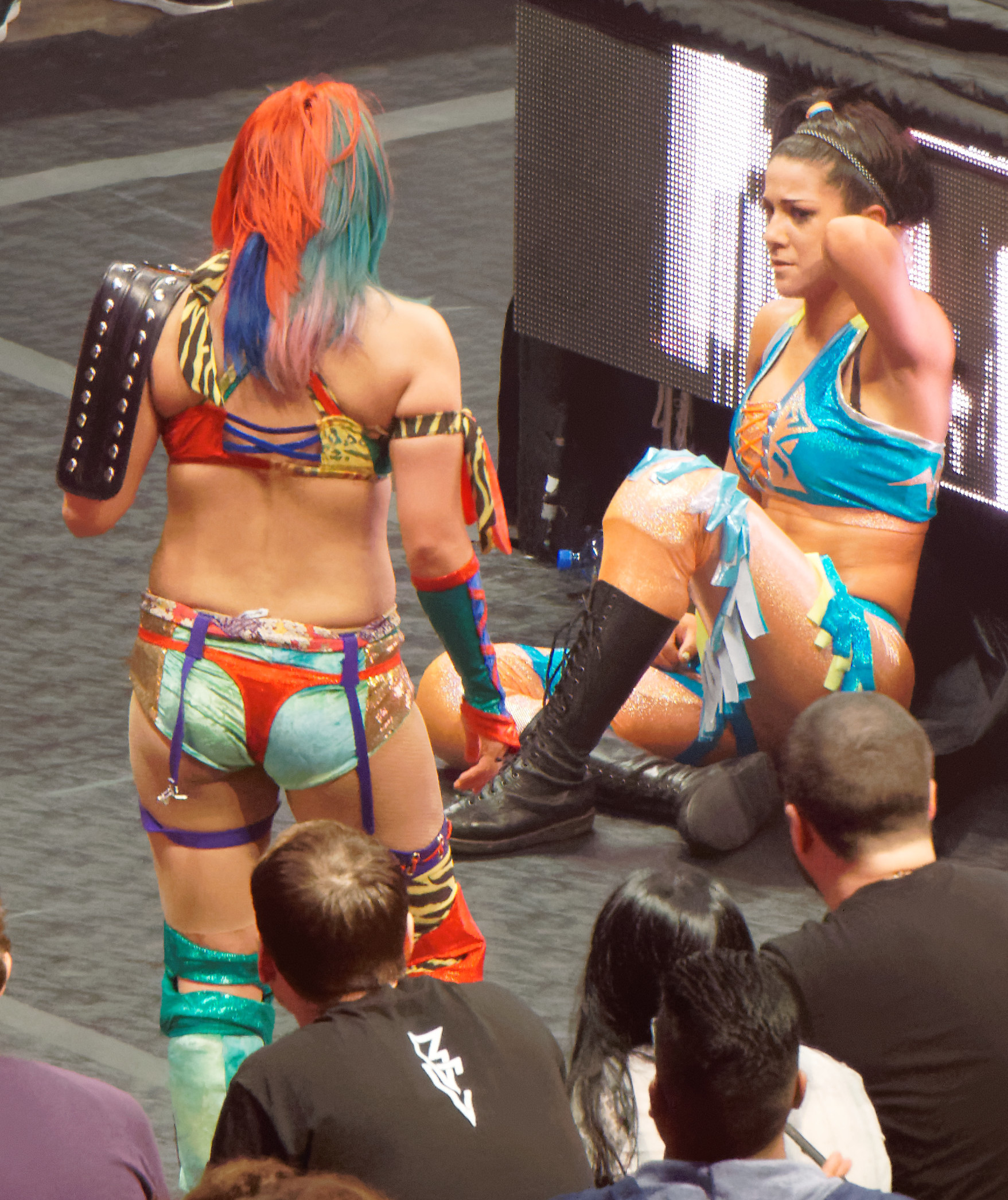
Bayley viendo a Asuka tras perder su campeonato en NXT TakeOver: Dallas en abril de 2016.

Después de un tiempo fuera del ring debido a una mano rota, Bayley hizo su regreso el 22 de julio en un episodio de NXT, donde derrotó a Emma y anuncio tener planes en convertirse la siguiente nueva Campeona Femenina de NXT. Bayley más tarde retaría a Charlotte en un combate, el cual ganó, el 5 de agosto en un episodio de NXT. El 12 de agosto en un episodio de NXT, Bayley derrotó a Becky Lynch para ganar una oportunidad por el NXT Women's Championship contra Sasha Banks en NXT TakeOver: Brooklyn. En el evento, Bayley derrotó a Banks para capturar el Campeonato Femenino de NXT. Después del combate, Bayley celebró con Banks, Becky Lynch y Charlotte. El 16 de septiembre en un episodio de NXT, el manager general William Regal anuncio una revancha entre Bayley y Banks en el evento principal de NXT TakeOver: Respect durante el primer women's 30–minute Iron Man match en la historia de WWE. En el evento, el 7 de octubre, Bayley derrotó a Banks con 3 caídas a 2, y retuvo el campeonato. A lo largo de octubre y noviembre, Bayley entró en su primer feudo como campeona contra Alexa Bliss, después que esta interrumpiera la celebración de Bayley sobre su iron man match, confrontándola y declarando que tenía en la mira el campeonato. Después que Bayley derrotara a Bliss en un six–person mixed tag team match, ambas se enfrentaron el 18 de noviembre en un episodio de NXT, donde Bayley exitosamente defendió y retuvo el campeonato. Después de haber terminado el feudo con Bliss, Eva Marie la confrontó diciéndole que en el próximo evento se enfrentaría a ella. El 25 de noviembre retuvo exitosamente el título ante Marie. En las grabaciones del 9 de diciembre después de que Bayley derrotara a Peyton Royce, Nia Jax con Eva Marie, le dieron un mensaje en el cual dijeron que se enfrentaría en NXT TakeOver a Jax por el título. En el evento, Bayley logró retener el título.
Defendió con éxito su título otra vez el 10 de febrero contra su mejor amiga Carmella, pero al final del combate Nia Jax y Eva Marie atacaron a su amiga y a ella, siendo salvadas por Asuka dejando esta última bien en claro su interés en el título. El 1 de abril en NXT TakeOver: Dallas Bayley perdió su título ante Asuka después de que esta última dejara KO a Bayley con un Asuka Lock, haciendo que el árbitro diera por terminada la lucha con Asuka como la ganadora. En NXT TakeOver: Brooklyn II, fue derrotada por Asuka, siendo esta su última lucha de NXT.

#### Campeona Femenina de Raw (2016–2017)
En Battleground, tuvo una presentación especial haciendo equipo con Sasha Banks, donde enfrentaron a Charlotte y Dana Brooke obteniendo una victoria. Su debut oficial en el roster principal tomó lugar el 22 de agosto en un episodio de Raw, siendo presentada por Mick Foley. Esa misma noche, tuvo su primera victoria derrotando a Dana Brooke. El 29 de agosto en Raw, Bayley derrotó junto a The New Day a Dana Brooke, Gallows & Anderson en un Mixed Tag Team Match. El 5 de septiembre en Raw, derrotó a Charlotte a pesar de la interferencia de Dana Brooke. El 12 de septiembre en Raw, fue integrada en un Triple Threat Match por Mick Foley en una lucha para definir a la contendiente #1 al Campeonato Femenino en contra de Sasha Banks y Dana Brooke, pero no logró ganar siendo Sasha Banks la ganadora. Tras la controversial manera en que ganó Banks, Bayley fue añadida a la lucha por el Campeonato Femenino. En Clash of Champions, fue derrotada por Charlotte en un Triple Threat Match donde participó Banks. El 26 de septiembre en Raw, derrotó a una luchadora local.
El 3 de octubre en Raw tras bastidores, fue confrontada por Brooke pero luego atacó a ésta. El 10 de octubre en Raw, derrotó a otra luchadora local. Tras esto, fue atacada por Dana Brooke, comenzando una rivalidad entre ambas. En Hell in a Cell, derrotó a Brooke. El 31 de octubre en Raw, se anunció que Bayley sería parte del Team Raw en Survivor Series. Esa misma noche, fue derrotada por Nia Jax. En Survivor Series, el Team Raw derrotó al Team SmackDown, siendo las sobrevivientes Charlotte y Bayley. Tras la lucha, Charlotte atacó a Bayley. En las siguientes semanas, Bayley tuvo un par de luchas contra Alicia Fox, siendo ganadora en todas ellas.
El 19 de diciembre en Raw, salió a confrontar a Charlotte. Esa misma noche, derrotó a Charlotte, ganando una oportunidad por el Campeonato Femenino de Raw. El 26 de diciembre en Raw, fue derrotada por Charlotte con Dana Brooke como árbitro. Tras esto, tuvo ligeras confrontaciones con Stephanie McMahon, quien no tomaba en serio a Bayley para ser campeona.

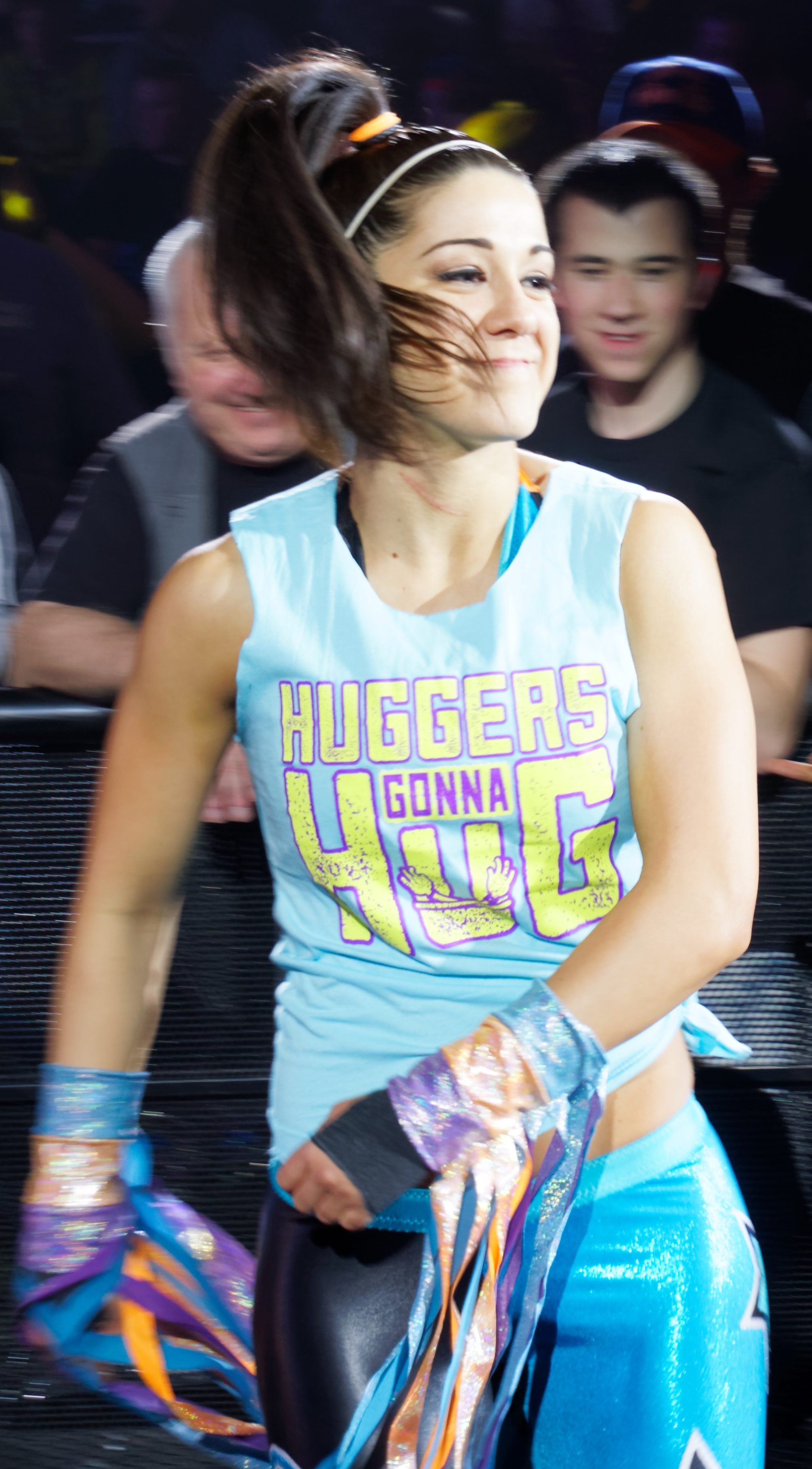
Bayley en mayo de 2017.

El 2 de enero en Raw, derrotó a Nia Jax, ganando la oportunidad de ser retadora #1 por el Campeonato Femenino de Raw. Tras esto, Bayley intensificó su rivalidad con Charlotte mientras que su amiga Sasha Banks hacía lo propio con Nia Jax. El 9 de enero en Raw, fue derrotada con Banks por Charlotte y Jax en un Tag Team Match. En Royal Rumble, fue derrotada por Charlotte. El 30 de enero en Raw, derrotó con Cesaro & Sheamus a Charlotte, Gallows & Anderson en un Mixed Tag Team Match. El 6 de febrero en Raw, fue derrotada por Nia Jax gracias a la interferencia de Charlotte. El 13 de febrero en Raw, derrotó a Charlotte, ganando el Campeonato Femenino de Raw, a pesar de la interferencia de Dana Brooke a favor de Charlotte y de Sasha Banks a favor de Bayley.
Sasha Banks derrotó en una lucha no titular a Bayley haciendo que está obtuviera una oportunidad por el campeonato, de la misma manera, Charlotte Flair le pidió la revancha a Bayley en la cual Stephanie se la dio. El 20 de marzo en un episodio de RAW, Nia Jax derrotó a Bayley haciendo que está también participará en el combate por el Campeonato Femenil de Raw en Wrestlemania 33 haciendo que este combate pasara hacer una eliminación. En dicho evento Bayley, Banks y Charlotte eliminaron primero a Nia Jax, luego Charlotte eliminó a Sasha Banks y al último Bayley derrotó a Charlotte para así retener el título.
La semana siguiente en Raw, derrotó junto a Dana Brooke y Sasha Banks a Charlotte, Nia Jax y Emma. El 10 de abril salió al ring junto a Sasha para agradecer al Universo de la WWE por su apoyo estos años, pero fue interrumpida por Alexa Bliss y por Mickie James, las cuales pasaron a Raw debido al Superstar Shake-Up. Minutos más tarde fue atacada por Nia Jax, la cual reclamaba una oportunidad titular. La semana siguiente se celebró una Fatal 4 Way match entre Bliss, James, Banks y Jax, en la cual Bliss salió como vencedora convirtiéndose así en la retadora al título en Payback. En Payback, Bayley perdió el campeonato ante Alexa Bliss. El 24 de julio en Raw, derrotó a Sasha Banks convirtiéndose en la retadora por el campeonato femenino en SummerSlam. El 31 de julio en Raw derrotó a Nia Jax por count out. El 1 de agosto se dio a conocer que Bayley sufrió una lesión en el hombro en su combate frente a Nia Jax. Finalmente el 7 de agosto se anunció que Bayley no podría competir en su combate titular en SummerSlam.

#### The Boss 'n' Hug Connection (2017–2019)

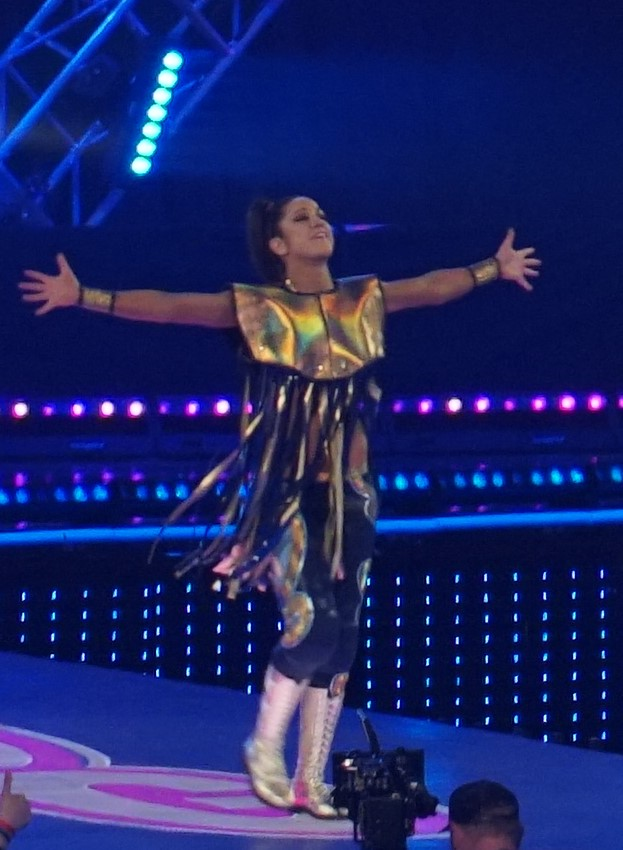
Bayley haciendo su entrada en WrestleMania 34.

El 13 de noviembre en Raw ganó un Triple Threat Match contra Mickie James y Dana Brooke ganando un lugar en el Team Raw femenino rumbo a Survivor Series siendo la última integrante. El 19 de noviembre, en Survivor Series, Bayley participó en el 5-on-5 Traditional Survivor series Women's eliminación match contra el Team SmackDown pero fue eliminada por Tamina; sin embargo, el equipo Raw ganó la lucha. En el episodio de Raw del 20 de noviembre Bayley participó en un Fatal 4-Way Match que incluía también a Alicia Fox, Mickie James y Sasha Banks para determinar la contendiente n°1 al Campeonato Femenino de Raw, pero la lucha terminó sin resultado por la intervención de Paige y las debutantes Mandy Rose y Sonya Deville, comenzando una rivalidad con ellas. El 28 de enero de 2018 en Royal Rumble, en el primer Royal Rumble femenil, Bayley participó entrando la #29, pero fue eliminada por Sasha Banks. El 25 de febrero, participó en la primera lucha de la Elimination Chamber Femenina por el Campeonato Femenino de Raw, que también incluyó a la campeona Alexa Bliss, Mandy Rose, Mickie James, Sasha Banks y Sonya Deville, pero fue la cuarta eliminada, siendo Bliss la ganadora que mantuvo el título. En el episodio del 26 de febrero de Raw, Bayley, Asuka y Sasha Banks derrotaron a Alexa Bliss, Mickie James y Nia Jax pero durante el combate Bayley se negó a darle el relevó a Sasha Banks mostrando actitudes heel. El 8 de abril en WrestleMania 34, Bayley participó en el primer WrestleMania Women's Battle Royal, sin embargo fue la última eliminada por Naomi. El 14 de mayo en Raw, enfrentó a Mickie James y Alexa Bliss para determinar a una de las ocho participantes del Money in the Bank femenino, sin embargo Bliss salió victoriosa después de cubrir a Bayley. 
En el episodio del 18 de junio de Raw, Bayley y Banks perdieron una lucha contra Liv Morgan y Sarah Logan. Después de la lucha, Bayley pelearía con Banks detrás del escenario, terminando así su amistad en el proceso. Más tarde en esa noche, Bayley siguió a Banks al estacionamiento para hablar con Banks, pero Banks se negó y se marchó. La semana siguiente, Bayley, Banks y Ember Moon perdieron otra lucha con The Riott Squad. Después de la lucha, Bayley atacó a Banks por detrás, lo que resultó en que Kurt Angle asignara a Bayley a un asesoramiento obligatorio la semana siguiente, o sería despedida. El 17 de julio, Banks y Bayley se unieron en un esfuerzo por perder contra Dana Brooke y el regreso de Alicia Fox después de que Banks atacara a Bayley. Luego de que Angle emitiera un ultimátum en el que si no coexistían, una de ellas será cambiado a la marca SmackDown, Banks y Bayley asisten a reuniones de consejeros para ayudarles a mantener su amistad. Banks confesaría su amor por Bayley en la edición de Raw del 16 de julio y las dos se reconciliaron la semana siguiente, creando un equipo conocido como "The Boss 'N' Hug Connection". En septiembre se anunció que formaría equipo con Finn Bálor para participar en la segunda temporada del Mixed Match Challenge, pero no lograron ganar. En Evolution hizo equipo con Sasha Banks y Natalya derrotando a The Riott Squad. En Survivor Series formó parte del Team Raw que derrotó al Team Smackdown, aunque ella fue eliminada por conteo fuera junto a Sonya Deville. El 17 de diciembre, participó en un Gauntlet Match por ser la contendiente #1 al Campeonato Femenino de Raw, pero fue eliminada por Mickie James. A finales de 2018, el dúo comenzó a entretenerse con la idea de convertirse en las primeras copropietarios del recientemente anunciado Campeonato en Parejas Femenino de la WWE. el 27 de enero de 2019 en Royal Rumble, participó en el Women's Royal Rumble Match entrando como número #27, pero fue eliminada por Nia Jax y Charlotte Flair. 
El 4 de febrero, Bayley y Banks, como The Boss 'n' Hug Connection, derrotaron a la improvisada dupla de Nikki Cross y Alicia Fox para clasificar a la lucha final por el naciente Campeonato Femenino en Parejas de WWE en el evento Elimination Chamber del 17 de febrero, en la modalidad que le da el nombre al evento. En él, salieron victoriosas para convertirse en las campeonas inaugurales. Tuvieron su primer defensa titular exitosa en Fastlane el 10 de marzo, derrotando a Nia Jax y Tamina. El 7 de abril en WrestleMania 35, perdieron los títulos ante The IIconics un combate Fatal Four-Way, terminando su reinado a los 49 días.

#### Campeona Femenina de SmackDown (2019–2020)

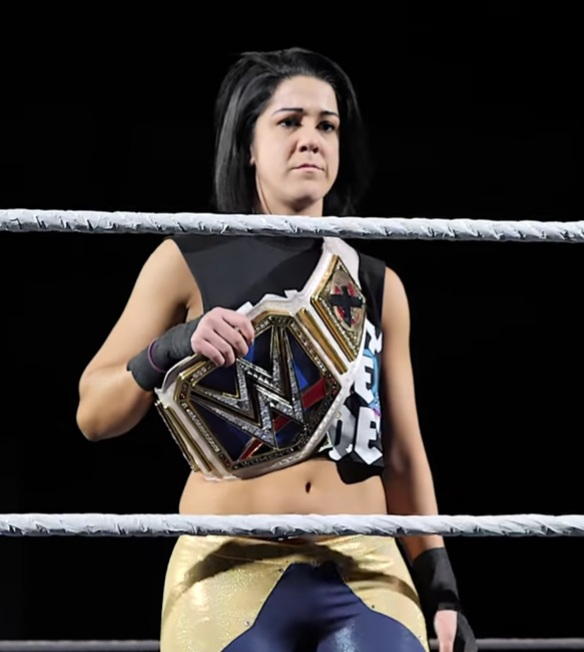
Bayley ostentando el Campeonato Femenino de SmackDown en 2019.

El 16 de abril, Bayley fue trasladada a la marca SmackDown como parte del Superstar Shake-up de 2019, disolviendo su equipo con Banks, quien permaneció en Raw. En Money in the Bank ganó el maletín femenino y esa misma noche lo hizo efectivo sobre Charlotte Flair con éxito ganando el Campeonato Femenino de SmackDown. Con este logró se convirtió en la primera mujer en ser Campeona Triple Corona y Campeona Grand Slam.
El 23 de junio defendió exitosamente su título ante su adversaria Alexa Bliss en el evento Stomping Grounds, a pesar de que tuvo en su contra las interferencias de la secuaz de Alexa, Nikki Cross. En el episodio del 2 de septiembre de Raw, Bayley se asoció con la Campeona Femenil de Raw, Becky Lynch, para enfrentarse a las Campeonas de parejas femeninas de la WWE Alexa Bliss y Nikki Cross en un combate de equipo, que salieron victoriosas por descalificación después de Sasha Banks, la expareja de Bayley, interfirió y atacó a Lynch. Cuando Banks estaba lista para golpear a Lynch con una silla de acero, Bayley la detuvo, para después ella misma atacó a Lynch con la silla, volviéndose heel por primera vez en su carrera en la WWE.
Posteriormente comenzó un feudo con Charlotte Flair, a la cual también atacó cambiando a face esta última. En Night of Champions luchó contra Charlotte Flair por el Campeonato Femenino de SmackDown donde salió con la victoria tras golpear a Flair contra un esquinero sin protección. En Hell in a Cell, fue derrotada por Charlotte, perdiendo el título. El 11 de octubre en SmackDown, se pactó una revancha entre Bayley y Charlotte por el campeonato. Esa misma noche, se presentó con nuevo look donde destruyó los muñecos inflables que solían ser parte de su entrada. Asimismo, derrotó a Charlotte, ganando el título por segunda vez. Al finalizar, insultó a los fanáticos, cambiando su tema de entrada, gimmick y look de forma definitiva a heel. 
Comenzando el 2020, comenzó un feudo contra Lacey Evans por su título y fue derrotada por Lacey Evans, en una lucha no titular, pero debido a su derrota le dio a Evans una oportunidad por su título en Royal Rumble. En Royal Rumble se derrotó a Lacey Evans y retuvo el Campeonato Femenino de SmackDown, terminando el feudo. Luego en SmackDown fue atacada por Naomi quien hacia su regreso, comenzando un feudo con ella, y en el paso se enfrentó a Carmella por el Campeonato Femenino de SmackDown en el SmackDown! del 14 de febrero, reteniendo el título y atacando después del combate a Carmella pero llegó Naomi y junto a Carmella fue atacada por ellas, la siguiente semana presencio el combate de contendiente #1 al Campeonato Femenino de SmackDown , con Naomi derrotando a Carmella, se enfrentaría a Naomi en Super ShowDown, en la segunda lucha femenina y primera lucha femenina por un campeonato, donde Bayley retuvo su título. A lo largo del mes de marzo Bayley junto a su mejor amiga que acababa de regresar Sasha Banks tuvo varias promos y luchas en parejas donde en la mayoría de éstas salieron victoriosas. Más tarde la gerente de Smackdown Paige anunció que Bayley defendería su campeonato en WrestleMania 36 en una pelea de 5 ella incluida, que fueron Lacey Evans, Naomi, Tamina Snuka y Sasha Banks donde retuvo el título con éxito. En Smackdown de la siguiente semana Tamina la confrontó argumentando que Bayley no le ganaría por si sola y exigía una oportunidad por el título de Smackdown, lucha que se llevaría a cabo si Tamina lograba derrotar a Banks, lucha que en el siguiente episodio se realizó ganando Tamina por lo que la pelea por el campeonato serían en Money in the Bank, donde Bayley retuvo exitosamente con ayuda de Banks.
Se anunció que la siguiente semana en SmackDown!, junto a Sasha Banks se enfrentarían a Alexa Bliss & Nikki Cross por los Campeonatos Femeninos en Parejas de la WWE, la siguiente semana en SmackDown, junto a Sasha Banks derrotaron a Alexa Bliss & Nikki Cross ganando los Campeonatos Femeninos en Parejas de la WWE por 2.ª vez, aparte que Bayley se convirtió en la primera luchadora en ostentar el Campeonato Femenino de SmackDown y el Campeonato Femenino en Parejas de WWE al mismo tiempo. En SummerSlam, derrotó a Asuka en una lucha titular, reteniendo su campeonato. El 30 de agosto en Payback, fueron derrotadas por Nia Jax y Shayna Baszler en una lucha titular por los Campeonatos Femeninos en Parejas. La siguiente semana consiguieron una revancha por los títulos, pero fueron derrotadas. Después de la lucha, Sasha Banks quedó lastimada de una pierna, a lo que Bayley la ayudó a bajar del ring, para posteriormente atacarla brutalmente terminando su alianza con Banks, con esta última pasando a ser face. Después en Clash of Championship defendió con éxito el campeonato femenino de smackdown ante Asuka quien reemplazo a Nikki Cross en la lucha titular. En el episodio del 9 de octubre de SmackDown, Bayley retuvo su título por descalificaión ante Banks, alcanzando la marca de 365 días como campeona el 11 de octubre, mientras que también estaba programada para defender el título contra Banks en Hell in a Cell el 25 de octubre, pero lo perdió ante Sasha Banks por sumisión, terminando así su reinado a los 380 días.
El 22 de noviembre de 2020 en Survivor Series, Bayley fue la capitana autoproclamada del equipo SmackDown, pero fue eliminada por Peyton Royce. El 31 de enero de 2021 en el evento Royal Rumble, Bayley entró en el puesto número 1, pero fue eliminada por Bianca Belair, quien sería la ganadora del Royal Rumble de ese año. El 11 de abril en la segunda noche de WrestleMania 37, Bayley apareció y comenzó a insultar a los anfitriones del evento, Hulk Hogan y Titus O'Neil, para después ser atacada por The Bella Twins. Tiempo después, Bayley comenzaría una rivalidad con Belair, enfrentándose a ella por el Campeonato Femenino de SmackDown el 16 de mayo en WrestleMania Backlash y el 20 de junio en Hell in a Cell dentro de la estructura homónima, perdiendo en ambos enfrentamientos. Estaba programada para enfrentarse a Belair nuevamente pero en un combate con estipulación «I Quit» que se llevaría a cabo el 18 de julio en Money in the Bank, pero el 9 de julio, WWE anunció que Bayley había sufrido un desgarro del ligamento cruzado anterior durante un entrenamiento en el WWE Performance Center en Orlando, lo que la dejaría fuera de acción durante nueve meses. Después del WWE Draft de 2021, no fue seleccionada por ninguna marca debido a la lesión, lo que la convirtió en agente libre.

#### Damage CTRL (2022–2024)
El 30 de julio de 2022 en SummerSlam, hizo su regreso después de estar un año fuera debido a su lesión, formando una alianza con Iyo Sky y Dakota Kai, quienes también estaban retornando a WWE. Las tres confrontaron a Bianca Belair después de haber retenido el Campeonato Femenino de Raw contra Becky Lynch, reanudando la rivalidad que Belair y Bayley tenían, y mandando a esta última de regreso a la marca Raw. En el episodio del 8 de agosto de Raw, Bayley, Kai, y Sky retarían a Belair, Alexa Bliss, y Asuka a un combate entre equipos en Clash at the Castle, el cual aceptaron. En el episodio del 22 de agosto de Raw, compitió en su primer combate desde su lesión, en el cual derrotó a Aliyah. El 3 de septiembre en Clash at the Castle, Bayley, Kai y Sky, ahora oficialmente conocidas como Damage Control, derrotaron a Belair, Bliss y Asuka. En el episodio del 6 de septiembre de Raw, Bayley retó a Belair a un combate de escaleras en Extreme Rules por el Campeonato Femenino de Raw, el cual aceptó. El 8 de octubre en el evento, Bayley falló tratando de ganar el título. El 5 de noviembre en Crown Jewel, Bayley nuevamente falló tratando de capturar el título, pero esta vez en un combate de estipulación last woman standing. Tres semanas después, el 26 de noviembre en Survivor Series WarGames, Damage CTRL compitió en un combate de estipulación WarGames, aliándose con Nikki Cross y Rhea Ripley para enfrentar a Belair, Bliss, Asuka, Mia Yim y Becky Lynch. Su equipo perdió cuando Lynch le aplicó la cuenta a tres a Kai. En el episodio del 5 de diciembre de Raw, se enfrentó a Asuka y Rhea Ripley en una triple amenaza para determinar a una de las contendientes número uno al Campeonato Femenino de Raw, en la que logró ganar. La semana siguiente en Raw, luchó contra Alexa Bliss para determinar a la retadora final, sufriendo la derrota ante ella.
El 28 de enero de 2023, Bayley participó en el Royal Rumble femenino, en el evento titular. Eliminó a cinco luchadoras, cuatro de las cuales fueron sacadas por ella, Kai, y Sky, antes de ser eliminada por Liv Morgan.  Como parte del Draft 2023, fue trasladada junto a sus compañeras de Damage CTRL a la marca SmackDown. En el episodio del 9 de junio de SmackDown, Bayley derrotó a «Michin» Mia Yim para clasificar a la lucha de escaleras por el maletín de Money in the Bank femenino. El 1 de julio, en el evento, Bayley no logró ganar la contienda.

#### Campeona Femenina de WWE (2024–presente)
El 27 de enero de 2024, Bayley ingresó al Royal Rumble femenino con la entrada número tres, logrando ganar dicha contienda al eliminar a Liv Morgan, la última competidora de la lucha. En la misma, estableció un nuevo récord por el mayor tiempo pasado en un solo combate Royal Rumble, con 1 hora, 3 minutos y 3 segundos, superando el récord de Rhea Ripley del año anterior. Además, también se convirtió en la segunda mujer, después de Asuka, en ganar los combates Royal Rumble, Money in the Bank y Elimination Chamber, y una de las cinco personas en general. En el episodio del 2 de febrero de SmackDown, Bayley confrontó a Iyo, Kairi y Asuka después de escucharlas hablar sobre ella a sus espaldas. Posteriormente, Bayley fue atacada por el grupo, cambiando a face (técnica) por primera vez desde 2019. Sin embargo, logró defenderse exitosamente de la emboscada, para después elegir a Sky como su oponente a enfrentar en WrestleMania XL por el Campeonato Femenino de WWE, oficializando su salida de Damage CTRL. Una semana después de abandonar Damage CTRL, Dakota Kai le reclamó el por qué ya no la consideraba una amiga, a lo que ella la cuestionó preguntándole de que lado estaba, antes de que Kai respondiera salvándola de un ataque de Damage CTRL. Tras esto, Kai fingió ser su aliada, hasta que en el episodio del 1 de marzo de Smackdown, la traicionó durante una lucha entre equipos contra The Kabuki Warriors, en la que la atacó y se reunió con Damage CTRL. El 7 de abril en la segunda noche de WrestleMania XL, derrotó a Iyo Sky para capturar el Campeonato Femenino de WWE por segunda ocasión.

## Otros medios

### Videojuegos
| Año  | Título               | Notas                                                  | Ref.    |
| ---- | -------------------- | ------------------------------------------------------ | ------- |
| 2015 | WWE SuperCard        | Juego de actualizaciones periódicas para iOS y Android | [ 96 ]  |
| 2016 | WWE 2K17             |                                                        | [ 97 ]  |
| 2017 | WWE 2K18             |                                                        | [ 98 ]  |
| 2017 | WWE Champions        | Para iOS y Android                                     | [ 99 ]  |
| 2017 | WWE Mayhem           | Para iOS y Android                                     | [ 100 ] |
| 2017 | WWE Tap Mania        | Para iOS y Android                                     | [ 101 ] |
| 2018 | WWE 2K19             |                                                        | [ 102 ] |
| 2019 | WWE 2K20             |                                                        | [ 103 ] |
| 2019 | WWE Universe         | Para iOS y Android                                     | [ 104 ] |
| 2020 | WWE 2K Battlegrounds |                                                        | [ 105 ] |
| 2022 | WWE 2K22             |                                                        | [ 106 ] |
| 2023 | WWE 2K23             |                                                        | [ 107 ] |
| 2024 | WWE 2K24             |                                                        | [ 108 ] |

## Vida personal

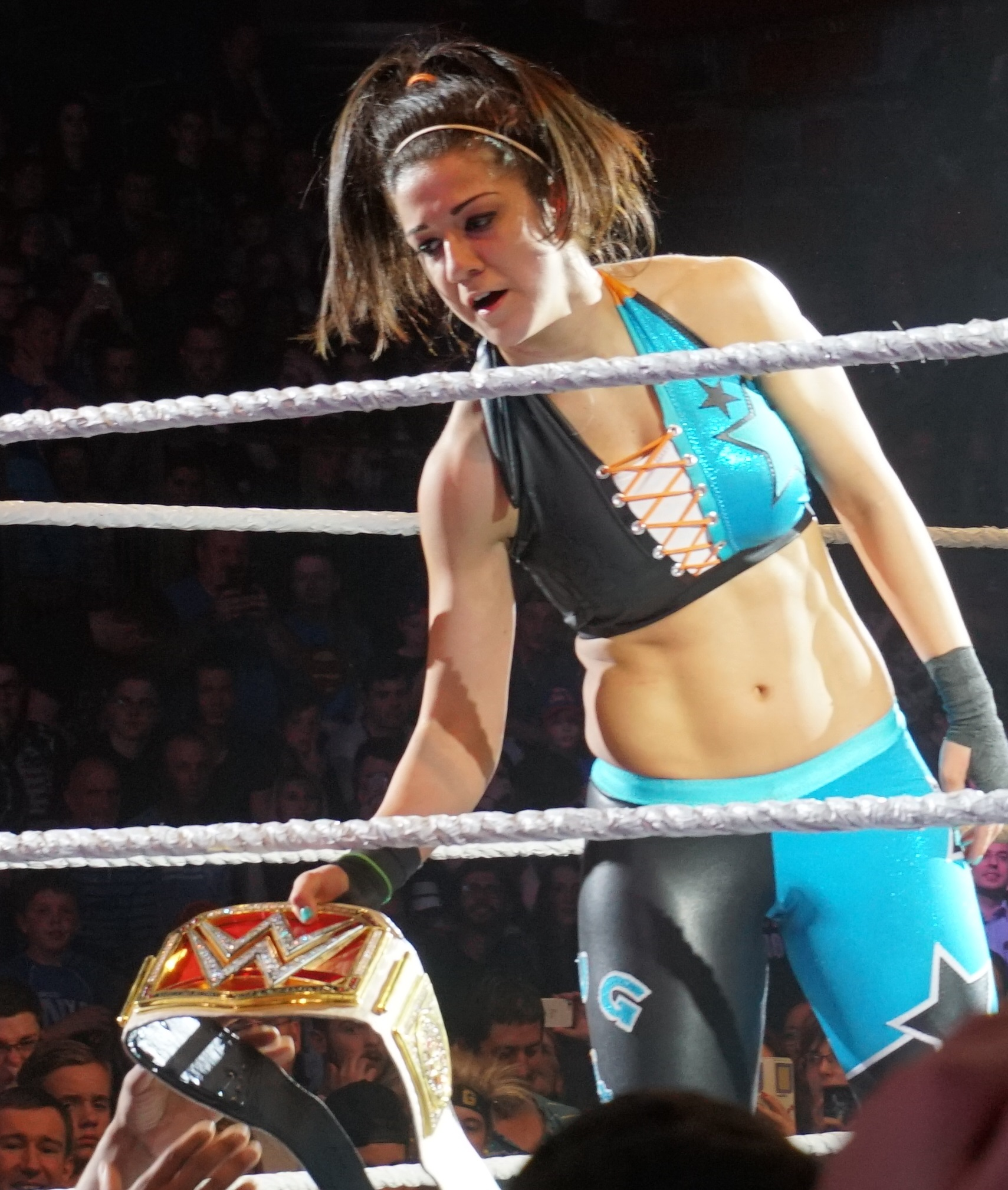
Bayley con el cinturón del Campeonato Mundial de Raw (2017)

Martínez cita a Bret Hart, Eddie Guerrero, The Hardy Boyz, Ivory, John Cena, Lita, Randy Orton, Randy Savage, Rey Mysterio, The Rock, Triple H, Trish Stratus, y Victoria como sus influencias en la lucha libre.
Estuvo comprometida con el también luchador profesional, Aaron Solo, a quien conoció en 2010. Ambos cancelaron su compromiso el 21 de febrero de 2021.
Es fanática del equipo de fútbol americano San Francisco 49ers de la NFL.

## Campeonatos y logros
- BBC

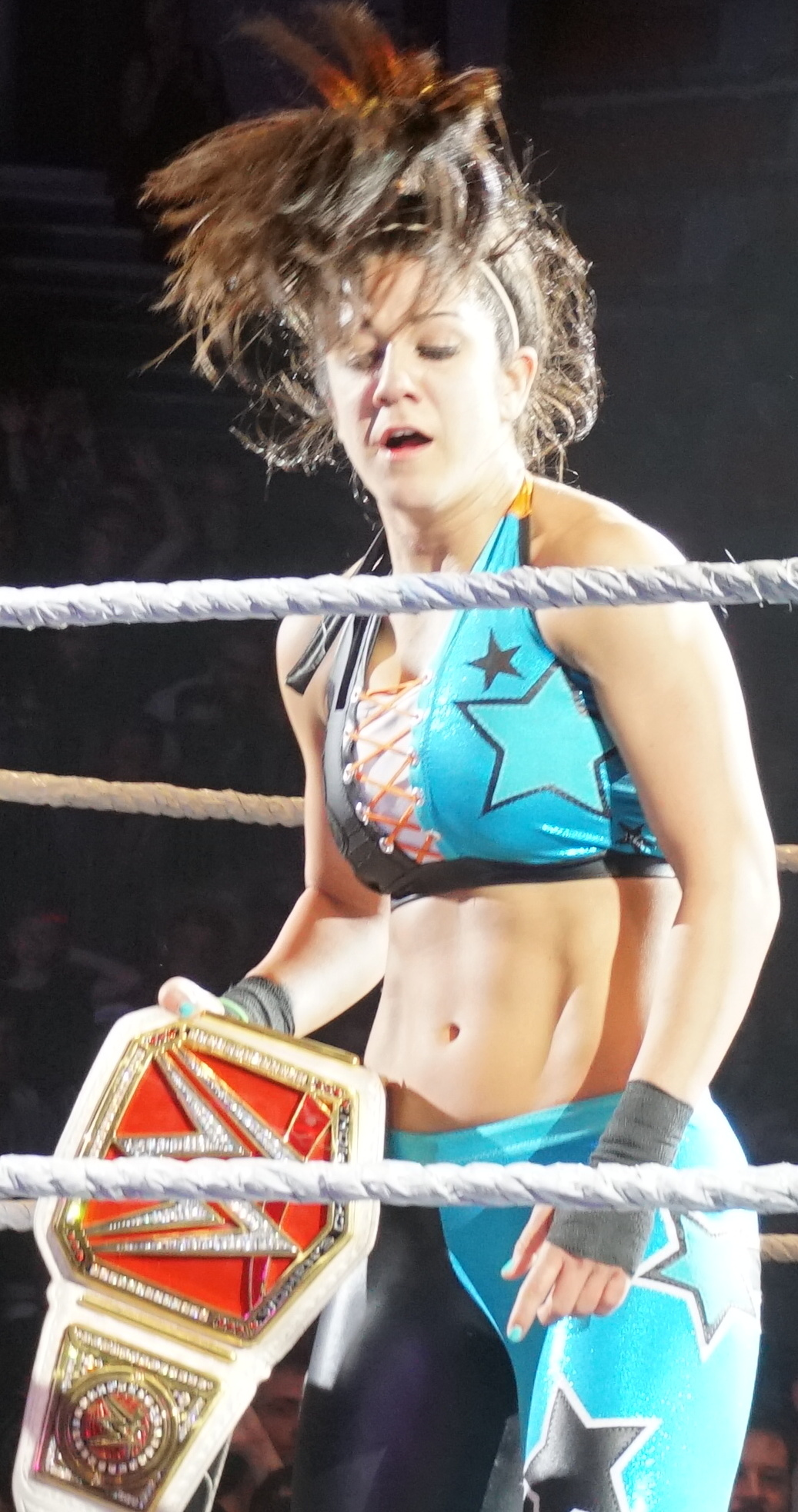
Bayley es una excampeona femenina de Raw.

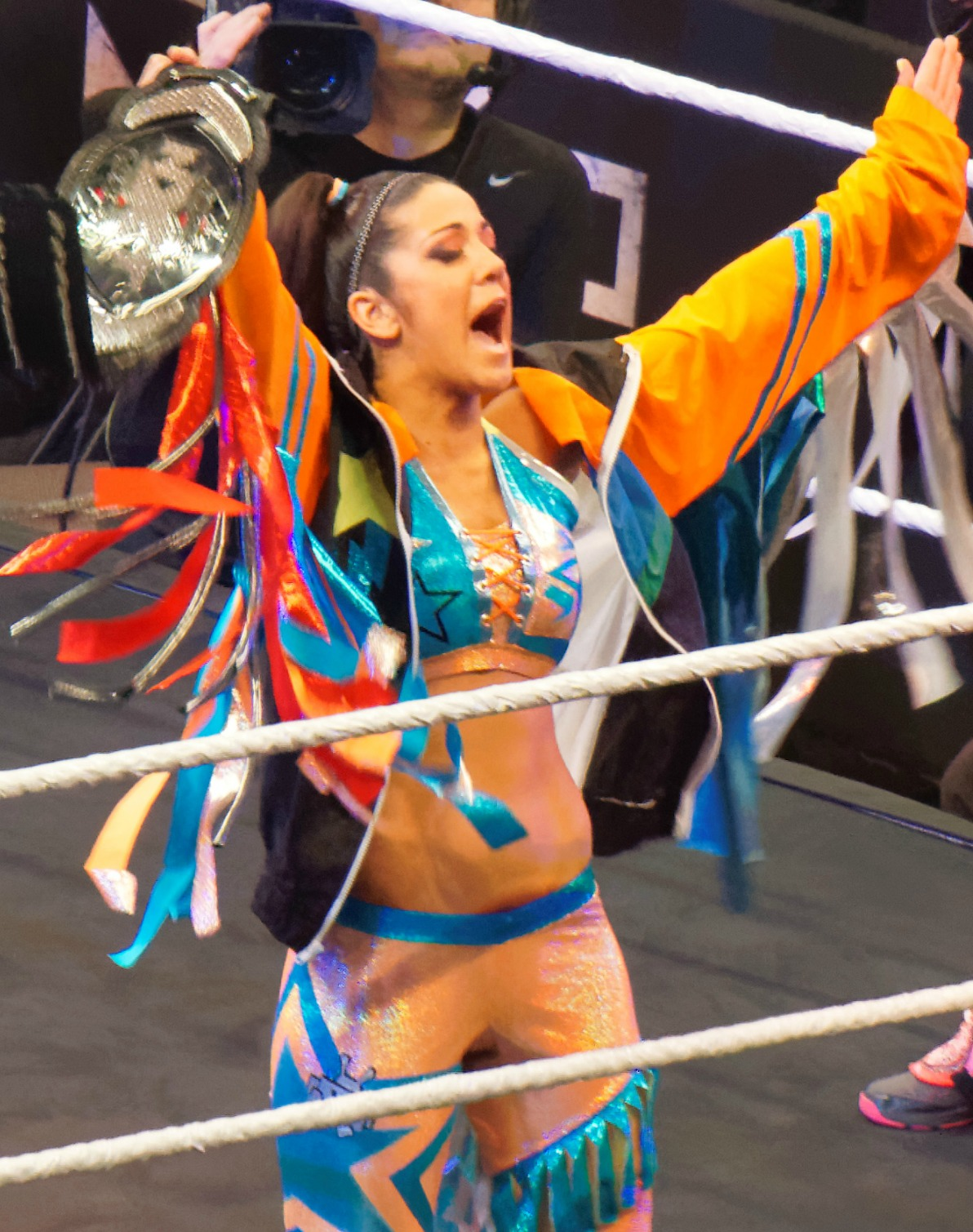
Excampeona femenina de NXT.

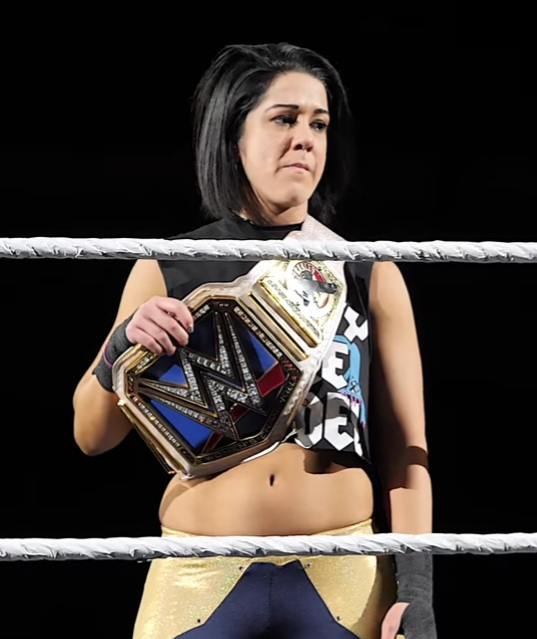
y doble excampeona, y la del reinado más largo del Campeonato Femenino de SmackDown.

  - BBC Love Letter to Wrestling Champion (1 vez, inaugural) - con Seth Rollins[114] - (anteriormente conocido como Attack! Pro Wrestling 24/7 Championship)

- Busted Open
  - Tag Team of the Year (2020) – con Sasha Banks[115]

- CBS Sports
  - Tag Team of the Year (2020) – con Sasha Banks[116]

- Inside The Ropes Magazine
  - Female Wrestler of the Year (2020)

- Pro Wrestling Illustrated
  - Lucha del año (2015) vs. Sasha Banks (NXT TakeOver: Respect, 22 de agosto)
  - Luchadora más inspiradora del año (2015, 2016)[117]
  - Equipo del año (2020) – con Sasha Banks[118]
  - Feudo del año (2020) vs. Sasha Banks[118]
  - Situada en el puesto n.º1 del PWI Female 100 en 2020.
  - Situada en el puesto n.º3 del PWI Tag Team 50 en 2020 – con Sasha Banks[119]

- Rolling Stone
  - Lucha del año (2015) vs. Sasha Banks en NXT TakeOver: Brooklyn[120]
  - Feudo del año(2015) vs. Sasha Banks[120]

- Sports Illustrated
  - Situada en el puesto n.º6 en su lista de los 10 mejores luchadores de 2020[121]
  - Situada en el puesto n.º8 en su lista de los 10 mejores luchadores de 2019 – empatada con Sasha Banks[122]

- Wrestling Observer Newsletter
  - Peor feudo del año (2018) vs. Sasha Banks
  - WON Luchador que más ha mejorado - 2015

- WWE
  - WWE (Raw) Women's Championship (2 veces)
  - WWE SmackDown Women's Championship (2 veces)
  - NXT Women's Championship (1 vez)
  - WWE Women's Tag Team Championship (2 veces, inaugural) - con Sasha Banks
  - Elimination Chamber (2019) - con Sasha Banks
  - Women's Money in the Bank (2019)
  - Women's Royal Rumble (2024)
  - Triple Crown Championship Femenina (Primera)
  - Grand Slam Championship Femenina (Primera)
  - NXT Year–End Award (2 veces)
    - Competidora Femenina del año (2015)[123]
    - Lucha del año (2015) vs. Sasha Banks en NXT TakeOver: Brooklyn[123]

  - Bumpy Award (1 vez)
    - Tag Team of the Half-Year (2020) – con Sasha Banks[124]